# Явішув
Явішув (пол. Jawiszów, нім. Klein Hennersdorf) — село в Польщі, у гміні Каменна Ґура Каменноґурського повіту Нижньосілезького воєводства.
Населення — 257 осіб (2011).
У 1975-1998 роках село належало до Єленьоґурського воєводства.

## Демографія
Демографічна структура станом на 31 березня 2011 року:
|          | Загалом | Допрацездатний вік | Працездатний вік | Постпрацездатний вік |
| -------- | ------- | ------------------ | ---------------- | -------------------- |
| Чоловіки | 128     | 29                 | 88               | 11                   |
| Жінки    | 129     | 23                 | 77               | 29                   |
| Разом    | 257     | 52                 | 165              | 40                   |